# 三齿仿短桨蟹
三齿仿短浆蟹（学名：Thalamitoides tridens）为梭子蟹科仿短浆蟹属的动物。分布于夏威夷群岛、萨摩亚群岛、斐济群岛、澳大利亚、马里亚纳群岛、约翰斯顿岛、菲律宾、印度尼西亚、帛琉群岛、毛里求斯、马达加斯加岛、红海以及中国大陆的西沙群岛等地，多见于海水。